# Eugenius Maximiliaan van Horne

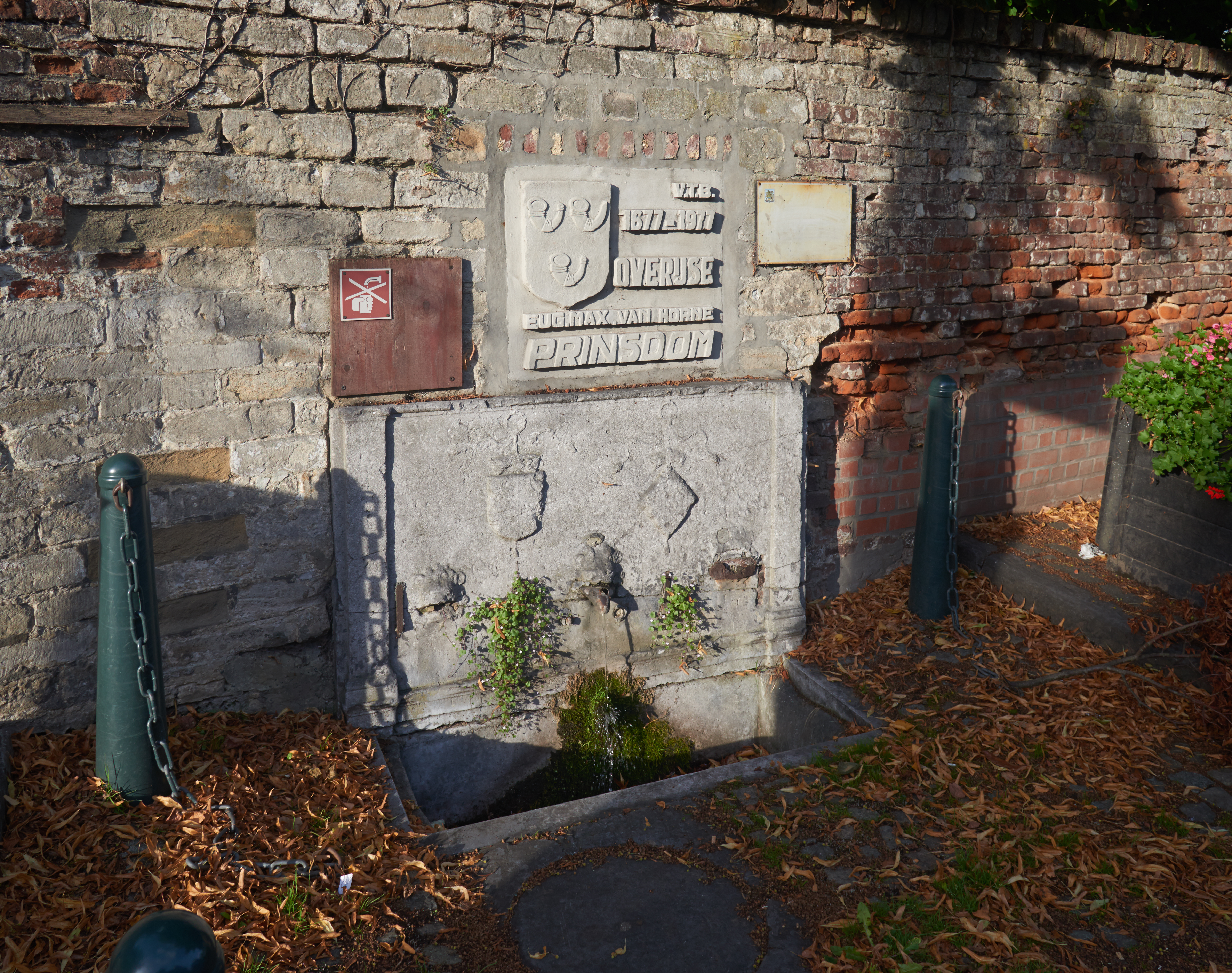
Gedenkplaat in Overijse bij kasteel van IJse

Eugenius Maximiliaan van Horne (1 oktober 1631- 10 maart 1709) (ook: Eugène van Horne of Eugeen van Horne genaamd) was heer van Boxtel, Liempde en IJse van 1656-1708. Ook was hij graaf van Bailleul en Baucigny.
Hij was de zoon van Ambrosius van Horne en Margaretha van Bailleul. 
Sinds 19 oktober 1677 mochten hij en zijn erfgenamen zich Prins van Horne noemen, hoewel ze dit graafschap niet bezaten.
Hij huwde in 1660 met Maria van Croy. Hun kind was Filips Emanuel van Horne.